# Пантя Валентин Миколайович
Валентин Миколайович Пантя (нар. 27 лютого 1996, Чернівці, Україна) — український футболіст, захисник.

## Життєпис
Вихованець футбольної школи «Буковина» (Чернівці). У чемпіонаті України (ДЮФЛ) виступав саме, за чернівецьку команду — 44 матчі. В 2013 роках розпочав професійну футбольну кар'єру в молдавській команді «Ністру» (Атаки), яка в той час виступала у вищій лізі та намагалася зберегти прописку в еліті молдавського футболу. В цей клуб його запросив старший брат Юрій, згодом разом із братом виступав у аматорській першості України за «Буковину-2».
Потім кар'єри братів розійшлись і Валентин, свою чергу вже виступав за аматорські команди: «Зарінок» (Тисовець, Чернівецька область), «Козацький Острів» (Чорнолізці, Івано-Франківська область), «Дністер» (Заліщики, Тернопільська область), «TOM. Studio» (Чернівецька область). Також виступав за збірну Чернівецької області, яка брала участь у кубку регіонів ФФУ. На початку березня 2020 року підписав контракт із рідною командою, проте в результаті за команду так і не виступав.